# (223) Rosa
(223) Rosa – planetoida z pasa głównego asteroid.

## Odkrycie
Została odkryta 9 marca 1882 roku w Obserwatorium Uniwersyteckim w Wiedniu przez Johanna Palisę. Pochodzenie nazwy planetoidy jest nieznane.

## Orbita
(223) Rosa okrąża Słońce w ciągu 5 lat i 160 dni w średniej odległości 3,09 j.a. Należy do planetoid z rodziny Themis.